# Dårfinkarnas paradis
Dårfinkarnas paradis (danska: Naboerne) är en dansk komedifilm från 1966 i regi av Bent Christensen.

## Rollista i urval
- Ebbe Rode - tandläkare Gormsen
- Hanne Borchsenius - fru Gormsen
- John Price - fabrikant Sandelund
- Grethe Sønck - fru Sandelund
- Peter Steen - Ludvig
- Elsebeth Reingaard - Nille
- Jesper Langberg - Freddy
- Pouel Kern - köpman Krause
- Ingrid Langballe - fru Jensen
- Karl Stegger - servitör Holm